# Ryan Moon
Ryan Moon (Pietermaritzburg, 15 settembre 1996) è un calciatore sudafricano, attaccante del Golden Arrows.

## Carriera

### Club
Nel 2016 si affaccia alla prima squadra del Maritzburg United, con cui colleziona le sue prima due presenze nella Premier Division sudafricana.
Nell'estate del 2016 si trasferisce al Kaizer Chiefs. Inizialmente trova poco spazio, poi nel gennaio 2018 ha iniziato ad essere schierato titolare con una certa regolarità dal tecnico Steve Komphela, fintanto che quest'ultimo si dimette nell'aprile seguente. Nella stagione 2018-2019, la sua ultima al Kaizer Chiefs, non parte quasi mai nell'undici titolare.
Dopo aver lasciato il Kaizer Chiefs nel maggio del 2019 ed avere svolto un paio di provini tra Scozia e Ungheria, Moon nel successivo mese di agosto si unisce allo Stellenbosch, squadra neopromossa in Premier Division. La sua permanenza qui dura circa una stagione e mezzo.
Nel marzo del 2021, il club svedese del Varberg comunica il tesseramento di Moon e del connazionale Dean Solomons, in una squadra che già annoverava in rosa i sudafricani Tashreeq Matthews, Keanin Ayer e Luke Le Roux. Con le sue 7 reti in 25 presenze in campionato, Moon risulta il miglior marcatore stagionale del club, contribuendo al raggiungimento della salvezza al termine dell'Allsvenskan 2021. Nel dicembre 2021, sfrutta una clausola presente nel suo contratto per lasciare la squadra e proseguire altrove la carriera.

### Nazionale
Nel 2017 ha esordito nella nazionale sudafricana.